# Capital llavor
El capital llavor és la primera aportació de capital d'una empresa. Habitualment els fons es reuneixen abans de la mateixa creació de l'empresa.

## Funció
Aquests fons s'usen generalment per a totes les despeses prèvies a l'arribada al mercat del primer producte o servei de la nova empresa; despeses de recerca i desenvolupament, prototipatge, pla d'empresa, assessorament jurídico-econòmic, lloguers. El capital llavor té sentit en el camp de les noves empreses amb elevades expectatives de creixement, anomenades empreses emergents.
A diferència del primer capital aportat pels fundadors, els seus amics i familiars o l'administració pública, les intervencions de fons de capital llavor marquen una etapa important en la vida d'una jove empresa. A l'entrada de capital llavor es plantejaran qüestions importants, com ara el valor de l'empresa, el repartiment del capital entre els fundadors i els nous partícips (els fons de capital llavor). També es plantejarà el repartiment del poder al si de l'empresa: s'ha de trobar un punt d'equilibri entre els objectius i interessos del nou capital entrant i els dels socis fundadors. El capital llavor és sovint l'única alternativa de finançament de les joves empreses amb gran potencial de creixement en les seues primeres etapes.

## Finançament
A banda dels fundadors de la societat i els seus amics i familiars (el que en anglès es coneix com a «FFF»: «family» família, «friends» amics, «fools» bojos), en un procés diferenciat del micromecenatge. els fons poden ser aportats per àngels inversors, l'administració pública mitjançant subvencions adreçades a la promoció de l'emprenedoria.
Les fases següents de creixement de l'empresa solen ser finançades pel capital de risc, i per entrar en les següents rondes de finançament l'empresa ha de disposar d'un producte mínim viable. El 40% dels projectes presentats a empreses d'inversió en capital llavor son de nova tecnologia (40%), serveis (15,8%), restauració i oci (15,2%), indústria (14,1%) i energíis renovables (8,8%).

## Catalunya
L'Institut Català de Finances injecta uns 40 milions d'euros de capital en 2020, per 53 en 2019, en diferents empreses de capital risc, que el destinen a capital llavor, i es considera que el seu efecte multiplicador és de 10,3.

## Espanya
A Espanya, l'any 2005 només el 4,5% de la inversió en capital de risc es va destinar a empreses en la fase prèvia al llançament (capital llavor) o d'inici, en els seus primers estadis de desenvolupament, front al 6,4% de la mitja europea. La inversió total de capital llavor en aquest any va ascendir a 187 milions d'euros.